# آدولفو تونسی
آدولفو تونسی (انگلیسی: Adolfo Tunesi؛ ۲۷ اوت ۱۸۸۷ – ۲۹ نوامبر ۱۹۶۴) ژیمناست هنری اهل ایتالیا بود.